# ایلیان آنتونوف
ایلیان آنتونوف (بلغاری: Илиан Илианов Антонов؛ زادهٔ ۲۲ مهٔ ۲۰۰۵) بازیکن فوتبال اهل بلغارستان است.